# Mini Marcelino

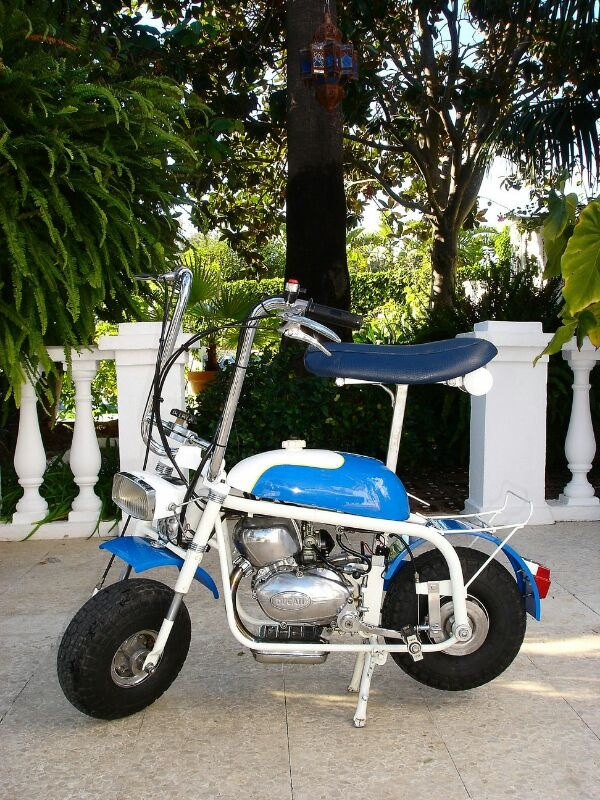
Mini Marcelino de primera serie

Mini Marcelino fue un tipo de minimoto plegable, originalmente italiano pero fabricadas bajo licencia también en España durante 1969-1972, sin embargo los modelos Españoles montaban motores Ducati fabricados bajo licencia por Mototrans, en vez de motores Franco Morini como los modelos italianos.

## Historia
Modelo de mini moto plegable originalmente fabricado en Italia, comercializado entre los años 1967-1969 por el fabricante Dinamica Meccanica Tassinari (D.M.T.) en la ciudad de Ravena, con motores Franco Morini de 47,6 cc. El primer modelo italiano fue presentado en el Salón del Motor de Milán en 1967, como Mini Marcellino (nombre con dos LL).
Ernesto Palmieri Pirazzoli, piloto y mecánico de Ducati nacido en Bolonia (Italia), fue el "padre" del proyecto en España; como conocedor de la marca Ducati y sus fiables prestaciones, impulsó la elección de los motores Ducati para su primer lanzamiento en España.
Ernesto se asocia con dos inversores más, uno aporta el capital y el segundo su taller Dismave. Las Mini Marcellino salieron de los talleres de la empresa Dismave S.L. de Sagunto (Valencia), comercializado a través de Mototrans como concesionaria de Ducati en España.

## Modelos y Características
El primer modelo se fabricó en España entre los años 1969 y 1970 con la denominación de Mini Marcellino, y tenía las siguientes características técnicas:
- Bastidor rígido sin suspensión trasera
- Suspensión delantera invertida
- Ruedas de cuatro pulgadas
- Frenos de disco en ambas ruedas
- Motor monocilíndrico dos tiempos de 47.63 cc y 1,8 Cv de potencia a 5.800 rpm, carburador Dell’Orto SHA 12-14
- Escape bajo el motor
- Arranque a través de 3/4 vueltas de pedal
- Faro rectangular
- Caja de herramientas bajo el sillín
- Peso: 28 kg.[3]

La segunda serie se presentó en el Salón de Barcelona de 1971 y fue fabricada entre 1971-1972; fue denominada Mini Marcelino Súper, sus modificaciones más significativas fueron: 
- Incorporación de suspensión trasera con amortiguación
- Bastidor más robusto
- El sillín se recorta y se redondea
- El depósito pierde sus líneas de relieve, pasa a ser liso y aumenta un poco de tamaño
- Motor potenciado (2,2 CV) gracias a un nuevo carburador Dell’Orto SHA 14-14
- Escape en el lateral izquierdo, cubierto por parrilla para evitar quemaduras
- Cambio automático o, a petición, de 3 velocidades
- Faro redondo más luminoso
- Caja de herramientas en lateral derecho del bastidor
- Peso aumentado a 30 kg.[3]